# DOS-Emulator
DOS-Emulatoren dienen dazu, meist ältere DOS-Programme und -Spiele unter moderneren Betriebssystemen wie Windows oder Linux nutzen zu können. Dazu wird DOS-Hardware und/oder -Software emuliert, sodass das DOS-Programm eine zu echtem DOS möglichst kompatible Umgebung vorfindet.
Obwohl „DOS“ allgemein für Disk Operating System steht, versteht man darunter im Zusammenhang mit DOS-Emulatoren und DOS-Programmen PC-kompatibles DOS, auf dem 16-Bit- und 32-Bit-DOS- und teils auch Windows-Programme auf der x86-Architektur „IA-32“ auf zum IBM PC kompatiblen Computern mit BIOS als Systemfirmware laufen.
Einige Betriebssysteme, wie die auf Windows NT basierenden 32-Bit-Windows-Versionen und OS/2, enthalten standardmäßig DOS-Emulatoren, weil sie MS-DOS bzw. PC DOS ersetzen sollten. Damit Windows und OS/2 weiterhin mit DOS-Programmen kompatibel blieben, ist in OS/2 wie auch in Windows 9x DOS enthalten. Für Windows NT, das nicht auf DOS aufbaut, wurde mit der Virtual DOS Machine (VDM oder NTVDM) eine DOS-Emulation geschaffen, die jedoch nicht mit allen DOS-Programmen kompatibel ist. Auf der 64-Bit-x86-Architektur „x64“ fehlt die NTVDM schließlich. Alternativen sind z. B. die Projekte NTVDMx64 oder vDOS. Für mehrere Betriebssysteme gibt es außerdem noch DOSBox, ein auf DOS-Spiele ausgerichteter Emulator, und unter Linux DOSEMU. DOSBox emuliert einen ganzen PC, während bei DOSEMU auf 32-Bit-x86, wie unter Windows die NTVDM bzw. wie OS/2, die Programme auf dem Prozessor des Rechners unter einem echten DOS laufen und nur die Hardwareumgebung emuliert wird. Für 64-Bit-x64 wurde DOSEMU zu einem vollen Emulator erweitert.